# Eclipsa de Lună din 31 ianuarie 2018
Eclipsa de Lună din 31 ianuarie 2018 a fost prima eclipsă de Lună din anul 2018. Este prima eclipsă totală dintr-o serie de trei, care se produc la un interval de circa șase luni.  S-a produs a doua zi după ce, la 30 ianuarie, Luna s-a aflat la perigeu.

Această simulare animată arată aparența aproximativă a Lunii trecând prin umbra Pământului, în timpul acestei eclipse. Partea septentrională a Lunii se află în apropiere de centrul umbrei, care face această parte mai întunecoasă.

De la eclipsă au trecut 7 ani, 53 zile.

## Vizibilitate
Eclipsa a fost vizibilă de pe cea mai mare parte a Oceanului Pacific. Asia Centrală și Orientală (între care și Siberia), Indonezia, Noua Zeelandă și cea mai mare parte a Australiei au avut o vedere completă a acestei eclipse, după apusul Soarelui.
Mai la Vest, Subcontinentul Indian, Orientul Mijlociu și Europa de Est au asistat la eclipsa în curs la răsăritul Lunii.

În România, pe Litoralul Mării Negre, eclipsa ar fi putut fi observată doar în ultimele ei minute, după răsăritul Lunii.
America de Nord a asistat la primele faze ale eclipsei, până la apusul Lunii, în primele ore ale dimineții (locale)..
| Pământul văzut de pe Lună în timpul maximului eclipsei. | Harta vizibilității. |

## Galerie de fotografii

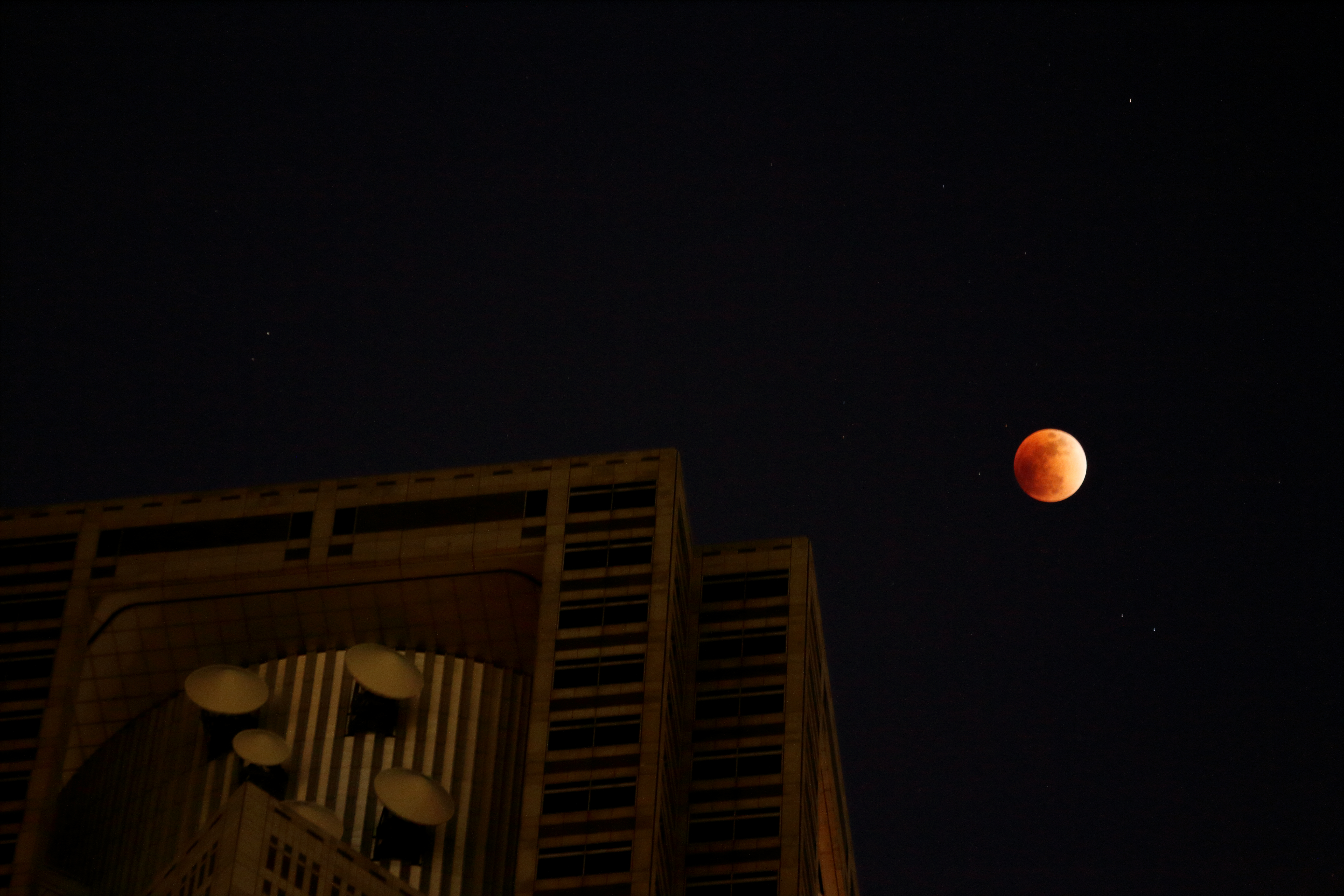
Eclipsa văzută de la Tokyo, Japonia.
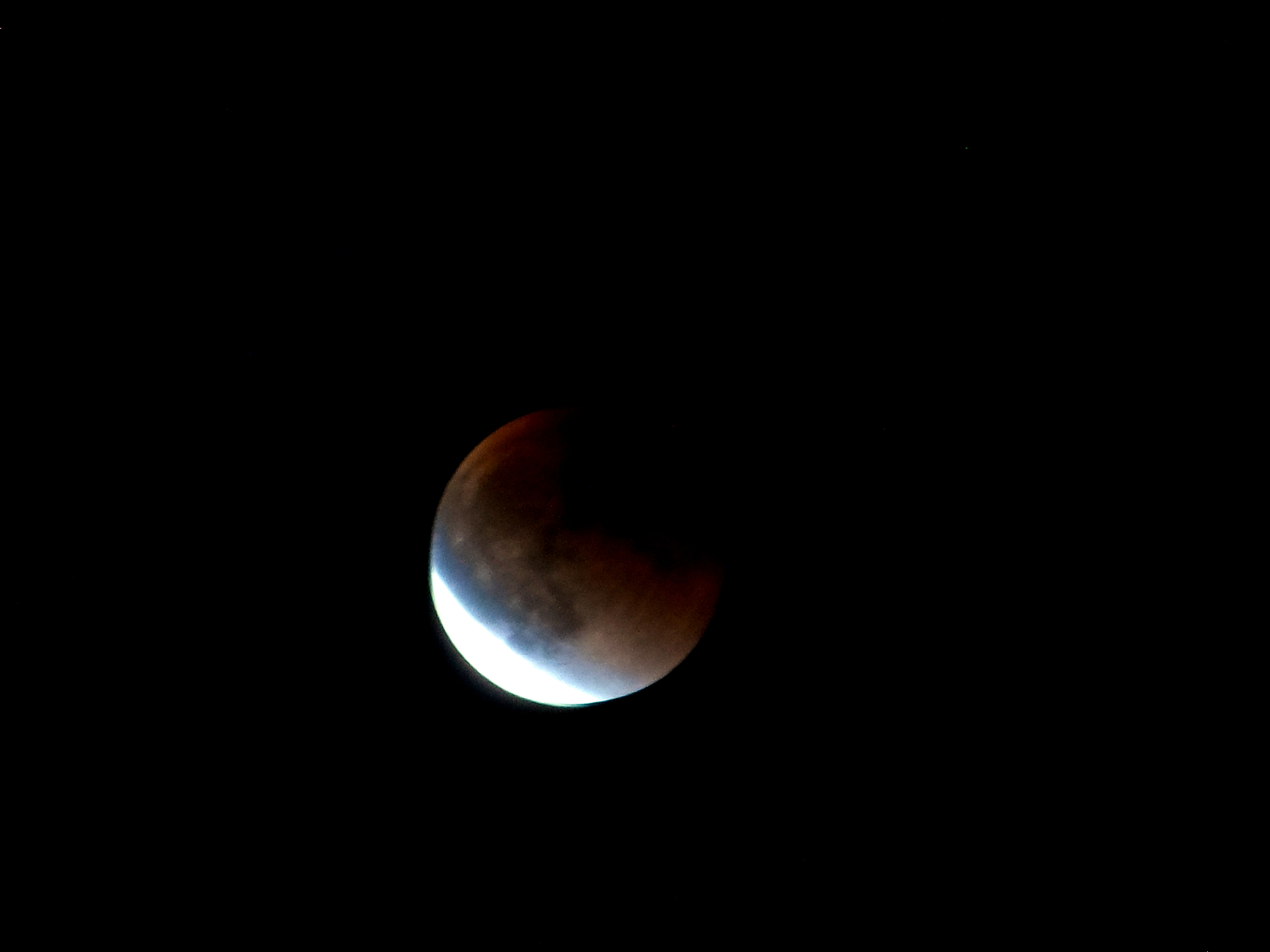
Eclipsa văzută de la George Town, Statul Penang, Malaysia 22:16 (UTC+8) (31 ianuarie 2018).
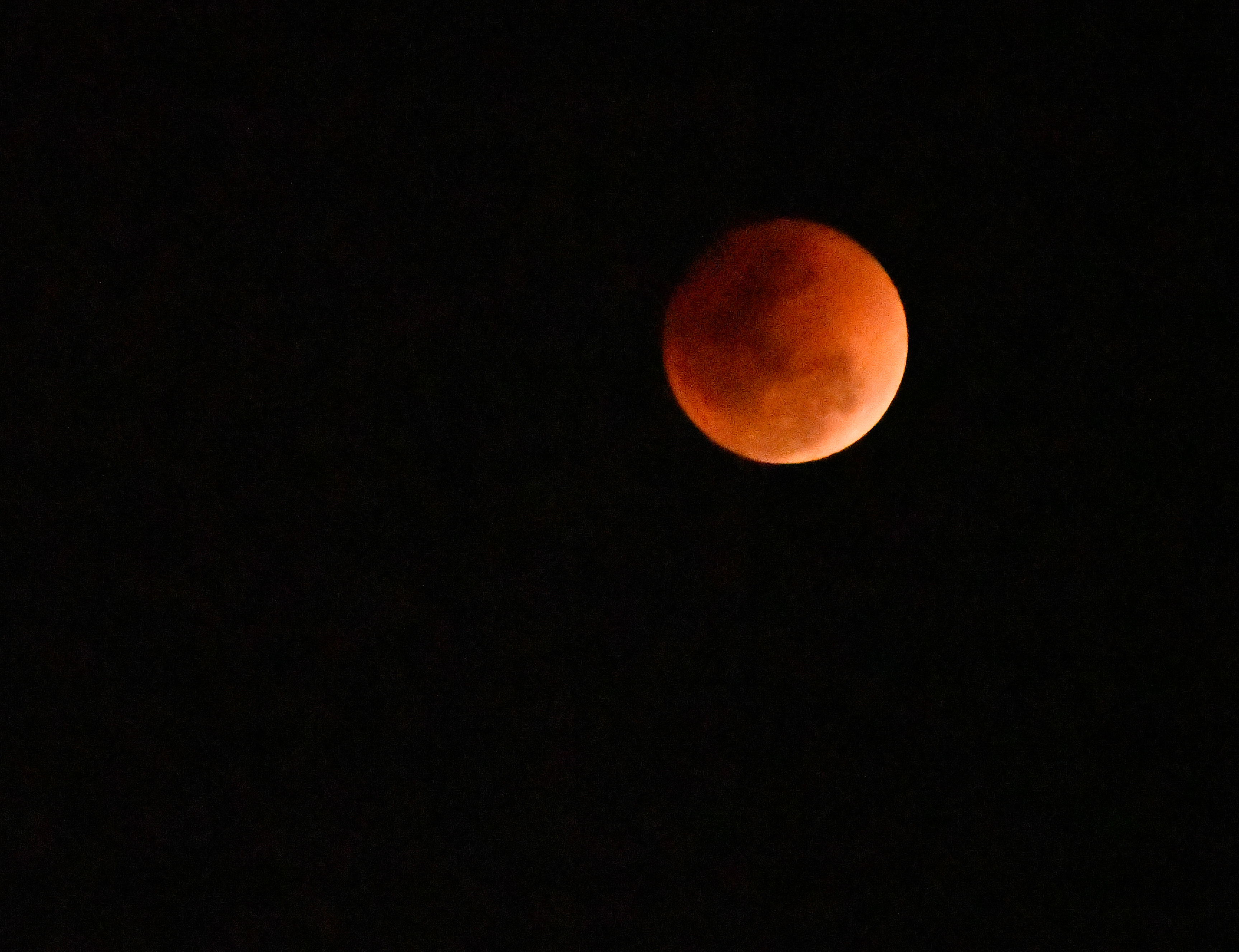
Eclipsa văzută din statul Kerala, India.
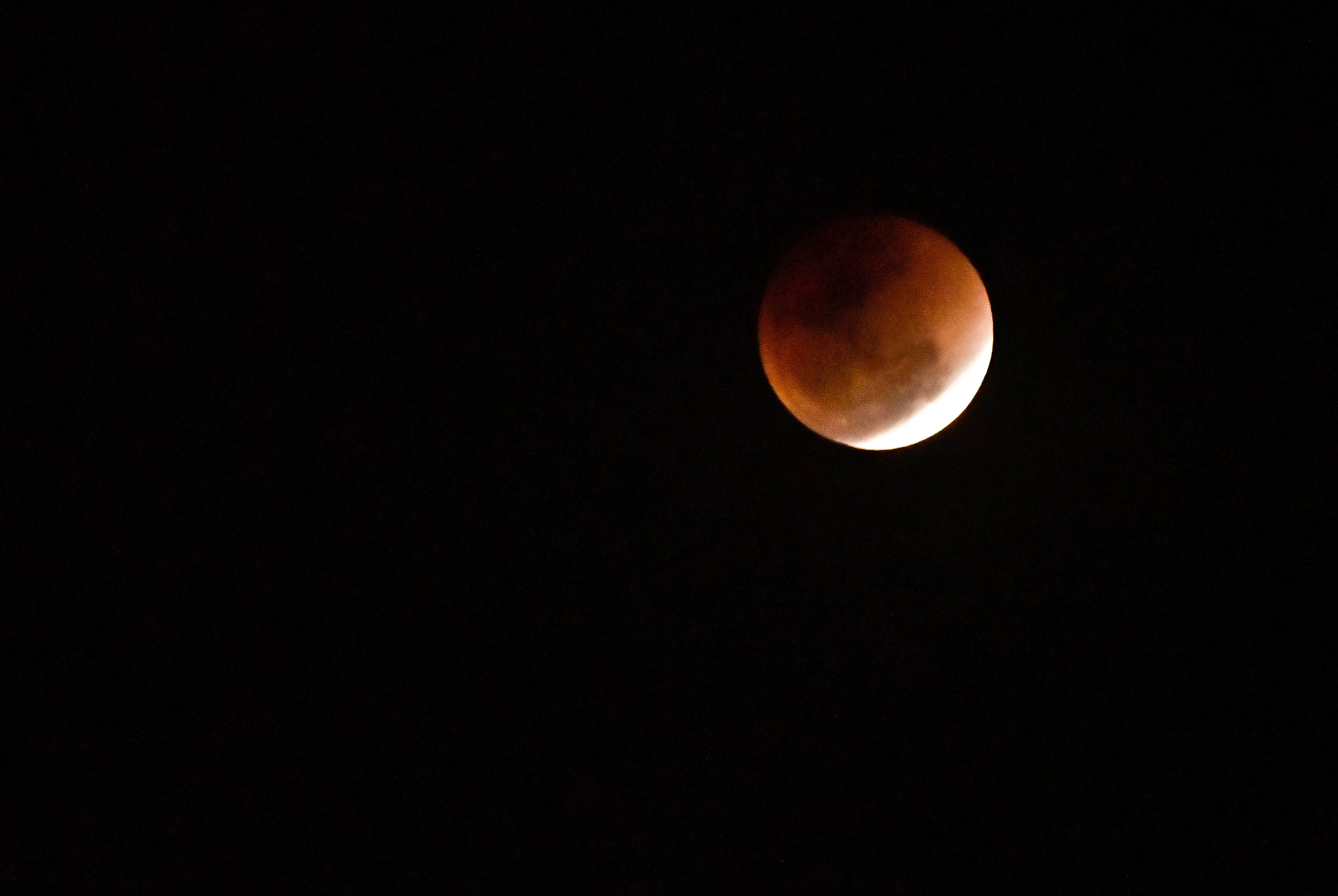
Eclipsa văzută din Kerala, India.
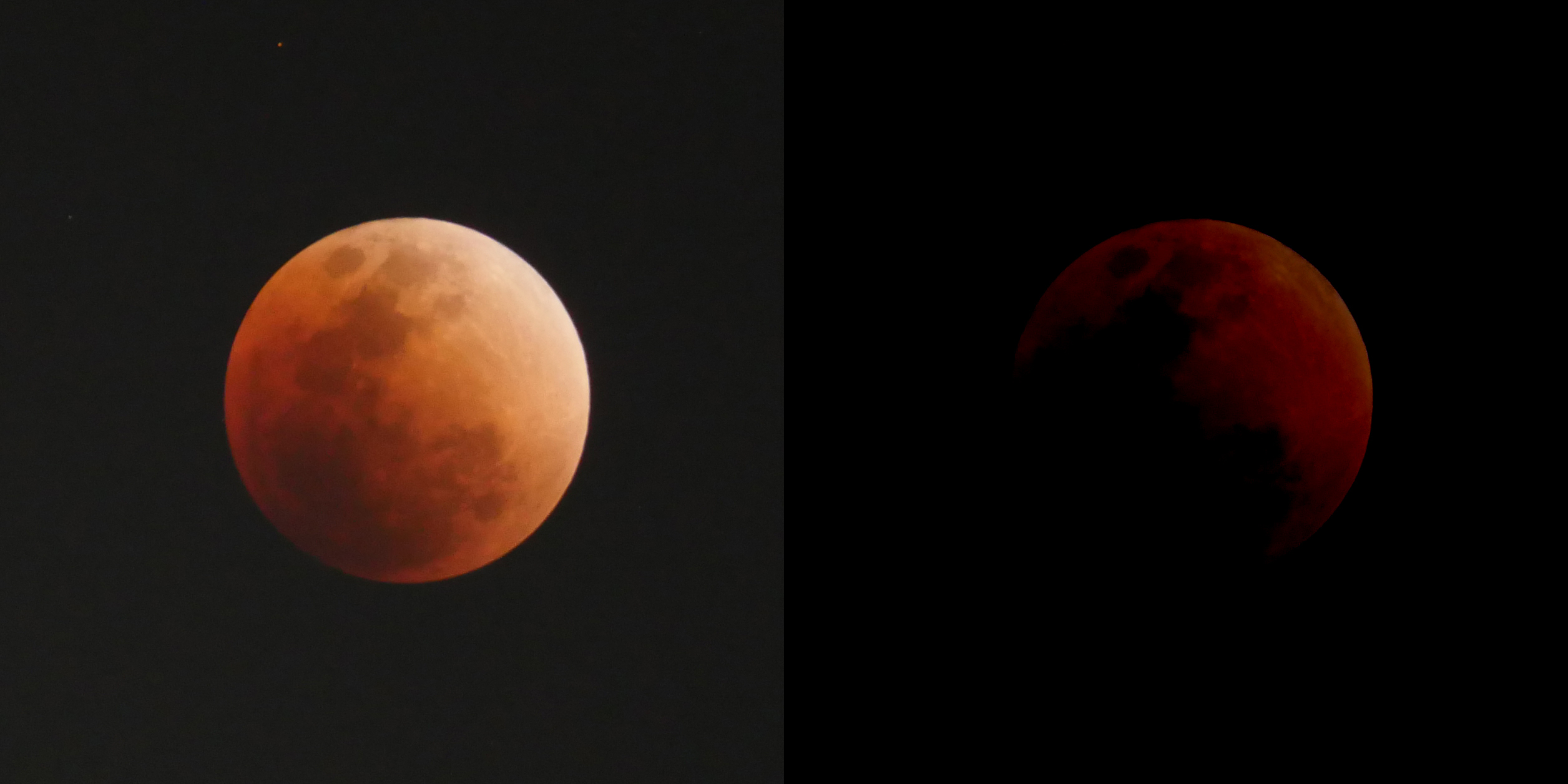
Eclipsa văzută din Chiang Mai, Thailanda 19:56 (UTC+7) (31 janvier). 2 vederi: cum a fost percepută de aparatul de fotografiat și cum a fost percepută de spectatori.
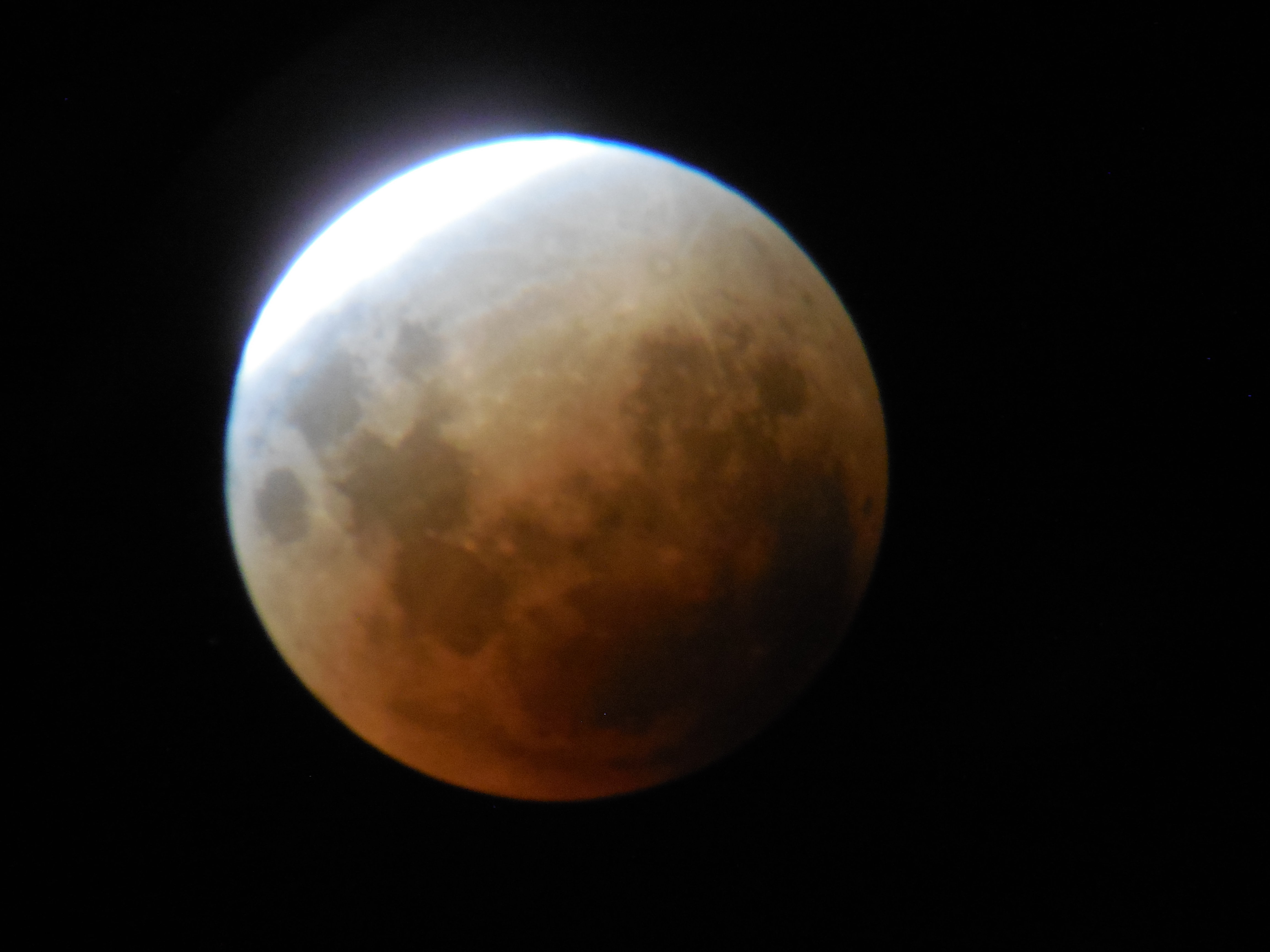
Eclipsa văzută din statul Victoria, Australia 23:48 (UTC+11) (31 ianuarie 2018).
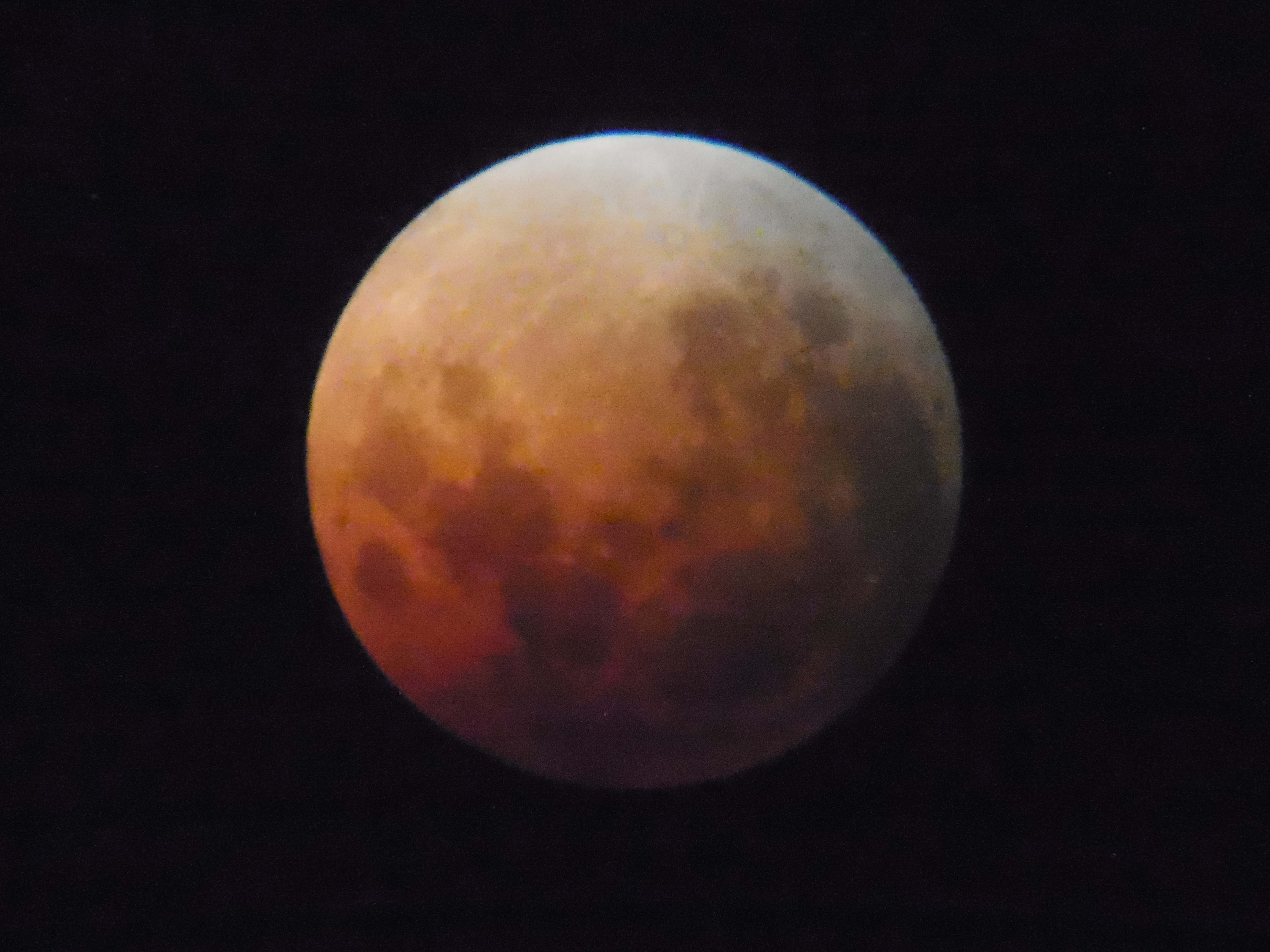
Victoria, Australia, 00:44 (UTC+11) (1 februarie 2018).
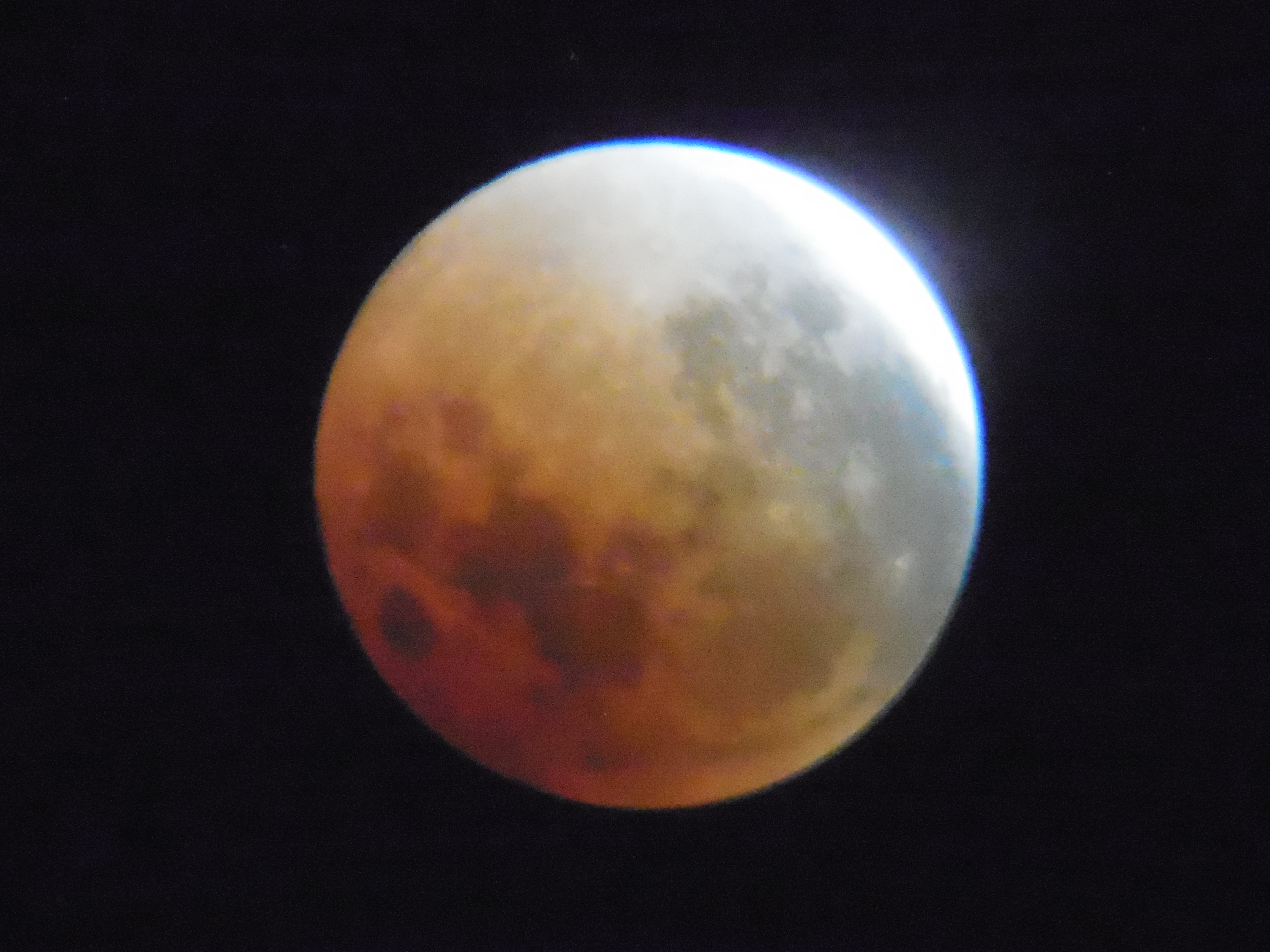
Victoria, Australie, 01:14 (UTC+11) (1 februarie 2018).